# Cameron Mann
Cameron Mann (* 20. April 1977 in Thompson, Manitoba) ist ein ehemaliger kanadischer Eishockeyspieler. Seine Vereinsstationen waren unter anderem die Boston Bruins und Nashville Predators aus der National Hockey League. Seine größten Erfolge waren der Calder-Cup-Gewinn mit den Providence Bruins 1999 sowie der Gewinn des Deutschen Eishockey-Pokals mit dem ERC Ingolstadt im Jahr 2005.

## Karriere
Mann begann seine Karriere 1993 in der kanadischen Juniorenliga Ontario Hockey League bei den Peterborough Petes, wo der Flügelstürmer bereits in seiner ersten Spielzeit zum Stammkader gehörte und konnte 27 Scorerpunkte in 56 Partien erzielen konnte. In den folgenden Jahren gelang es dem Kanadier, seine Punkteausbeute stetig zu steigern. Seine beste Saison war das Spieljahr 1995/96, als er in den insgesamt 90 Spielen, in denen er zum Einsatz kam, 145 Punkte erzielte. Während des NHL Entry Draft 1995 entschieden sich die Verantwortlichen der Boston Bruins für den Rechtsschützen und wählten ihn in der vierten Runde an insgesamt 99. Position aus.

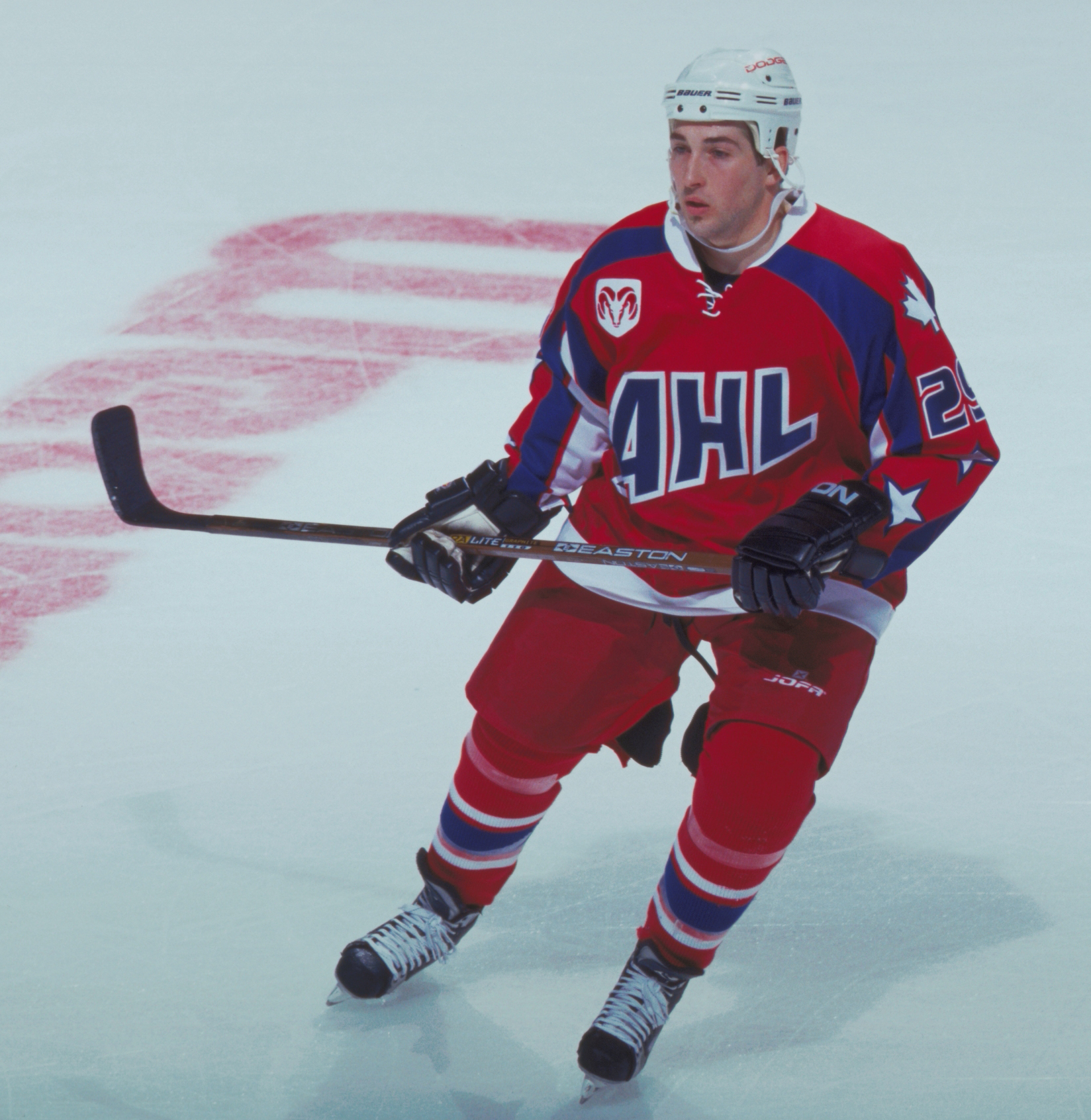
Cameron Mann beim AHL All-Star Classic 2001

Mann blieb daraufhin zwei weitere Spielzeiten in der OHL, ehe er im Sommer 1997 in die National Hockey League zu den Boston Bruins wechselte. Die Bruins stellten den Angreifer jedoch häufig an deren Farmteam, die Providence Bruins aus der American Hockey League, ab, sodass er in seiner ersten NHL-Saison auf lediglich neun Einsätze in der höchsten nordamerikanischen Profiliga kam. Stattdessen absolvierte Mann 79 AHL-Spiele und erzielte dabei 47 Scorerpunkte. Während der Spielzeit 1998/99 konnte der Kanadier mit den Providence Bruins den Calder Cup, die Meisterschaft der American Hockey League, gewinnen. Mann hatte großen Anteil an diesem Erfolg, so punktete er erstmals mehr als er Spiele absolvierte.
Der in Manitoba geborene Mann stand bis zum Jahr 2001 bei den Bruins unter Vertrag und wechselte anschließend zu den Utah Grizzlies in die AHL. Dort blieb der Stürmer allerdings nur eine Saison und nahm im Sommer 2002 ein Vertragsangebot der Nashville Predators an. Das Management der Predators setzte ihn jedoch, wie bereits zuvor die Boston Bruins, häufig nur in der AHL bei deren Farmteam, den Milwaukee Admirals, ein. Mann entschied sich nach Ablauf seines Kontrakts im Jahr 2003 für einen Wechsel nach Europa, wo der ERC Ingolstadt aus der Deutschen Eishockey Liga auf den damals 26-Jährigen aufmerksam wurde und ihn nach Deutschland transferierte. Beim ERC gehörte Mann sofort zu den Leistungsträgern und Topscorern innerhalb des Teams.
Von den Fans und Journalisten wurde er zudem für das DEL All-Star Game 2004 in Ingolstadt nominiert. Dort lief der Angreifer für das „DEL All-Star Team“ auf und erzielte den Assist zum zwischenzeitlichen 2:2-Ausgleich. Den größten Erfolg bei den Panthern konnte der Angreifer im Jahr 2005 feiern, als er mit dem ERC den Deutschen Eishockey-Pokal gewann. Des Weiteren erreichte der Kanadier in den Spielzeiten 2003/04 und 2004/05 jeweils das Halbfinale der DEL-Playoffs.
Zum Ende der Saison 2006/07 wurde sein Vertrag in Ingolstadt nicht verlängert und Mann schloss sich dem finnischen Erstligisten Tampereen Ilves an, die ihn mit einem Einjahresvertrag ausstatteten, welcher letzten Endes ebenfalls nicht verlängert wurde. In Finnland kam der Angreifer in 43 Partien zum Einsatz und erzielte dabei 21 Scorerpunkte. In der Folgezeit blieb der gebürtige Kanadier lange Zeit ohne Verein, ehe ihn die Füchse Duisburg unter Vertrag nahmen und an den Kooperationspartner, den Herner EV 2007 aus der Oberliga, abgaben.
Somit erhielt der EVD die Option, Cameron Mann jederzeit in das DEL-Team zu berufen. Dies geschah letztlich im Dezember 2008, als die Verantwortlichen seinen Vertrag beim Herner EV mit sofortiger Wirkung auflösen ließen und der Stürmer fortan in der Deutschen Eishockey Liga aufs Eis ging. Nachdem die Duisburger im Sommer 2009 Insolvenz anmeldeten, schloss er sich den Nottingham Panthers an. Bei diesen beendete er nach der Saison 2009/10 seine Karriere.

## Erfolge und Auszeichnungen
| - 1996 Jim Mahon Memorial Trophy - 1996 J.-Ross-Robertson-Cup-Gewinn mit den Peterborough Petes - 1996 Stafford Smythe Memorial Trophy - 1996 OHL First All-Star Team - 1996 Memorial Cup All-Star Team | - 1997 OHL First All-Star Team - 1999 Calder-Cup-Gewinn mit den Providence Bruins - 2001 Teilnahme am AHL All-Star Classic - 2004 Teilnahme am DEL All-Star Game - 2005 Deutscher Pokalsieger mit dem ERC Ingolstadt |

### International
- 1997 Goldmedaille bei der Junioren-Weltmeisterschaft